# Jerzy (metropolita kijowski)
Jerzy – metropolita kijowski od ok. 1065 do ok. 1076.

## Życiorys
Był z pochodzenia Grekiem. Jerzy objął urząd metropolity po śmierci Efrema. Podobnie jak poprzednik, łączył godność kościelną z członkostwem w cesarskim senacie i posiadał tytuł synkellosa.
Jako zwierzchnik Kościoła prawosławnego na Rusi metropolita Jerzy poświęcił 20 maja 1072 cerkiew w Wyszhorodzie wzniesioną przez księcia Izjasława, następnie zaś przeprowadził kanonizację świętych Borysa i Gleba, przewodnicząc uroczystości odsłonięcia ich relikwii. Przypisuje mu się także udział w chirotonii biskupiej pierwszego biskupa Rostowa – Leoncjusza (Leona), co miało miejsce między r. 1073 a 1076. Jest ponadto przypuszczalnym autorem polemicznego tekstu Стязание с Латиною. W tekście tym wymieniono 27 zarzutów pod adresem Kościoła katolickiego; dzieło zachowało się do naszych czasów w formie przeredagowanej przez nieznanego autora, powstałej ok. XV w.. Metropolita jest również autorem zestawu odpowiedzi na pytania w kwestiach kanonicznych zadanych mu przez ihumena Hermana: [От] неведомых словесъ, изложено Георгием, митрополитом Киевским, Герману игумену въпрашающу, оному поведающу. Również ten tekst przetrwał w formie przekształconej.
Ruskie latopisy informują, iż w 1073 metropolita znajdował się w Bizancjum, co prawdopodobnie oznaczało wyjazd w sprawach eparchii. Nie jest pewne, czy duchowny wrócił do Kijowa. Jerzy zakończył pełnienie urzędu metropolity najpóźniej w 1078, gdy katedrą kijowską zarządzał już metropolita Jan II.